# 特种区
特种区，简称特区，是中华民国大陆时期福建省历史上的准县级行政区划，存在于1935年至1945年期间，其职能在1937年之后与县几乎平级，仅名义上仍归县辖。特种区是福建省政府为方便加强管理地方行政并为建县做准备而设立的行政区划，而所设置的12个特种区中，仅有4个特种区最终设县（中华人民共和国成立后有两个县再次被裁撤），而国民政府官方承认特种区作为行政区划存在，但始终认为其是一种临时设置的区划，多次督促福建省将特种区转变为其他正式单位。

## 成立背景

### 县政府对地方管理的制度缺陷
清朝时期，福建省的一些县份为对地方实施有效的管理，将县丞派驻地方，以便催收税务及更好地管理地方政治。民国初年，县丞被陆续撤销，部分地方直接设县（如平潭、金门），而有的地方则改制为县佐或直接裁撤地方管制机构并改设区公所，而原本被下放到地方的权力收归县政府后，县对地方的管控有所减弱（如周墩、柘洋）。与此同时，有些新兴的城镇因制度因素无法得到充分的发展空间与系统管理（如三元地区）。

### 中国共产党运动与江西省的经验借鉴
20世纪30年代起，中国共产党在福建各地开展活动，国民政府对偏远地区的基层管控能力进一步削弱。1934年初，国民政府出兵击败十九路军基于闽变建立的中华共和国，开始重视加强对福建地方的管控，先后设立了多个行政督察区，与现今的地级市（地区）制度类似。然而闽变期间，十九路军几乎没有对地方建立进一步的管控体系，同时中华共和国对中国共产党运动持宽容政策，不予镇压，以至国民政府重新控制福建之前，中国共产党的革命根据地在此期间得到了空前的扩大。
1933年底，国民政府与中央政府尚在江西的中华苏维埃共和国进行了四次战争，剿总在江西设立了“特别区政治局”，级别等同于县，受剿总和江西省政府双重领导。但由于中央红军随即长征离去，特别区政治局仅存在不到一年即被裁撤。福建省政府基于江西的特区模式，在1935年亦开始建立类似的“特种区”，但其根本目的有别于江西的军事管制，更多是为了方便管理地方。

## 历史沿革

### 县辖特区
1935年，福建省开始推行各县分区设署，3月至4月间，省政府选定禾山（属思明县）、南日（属福清县）、三都（属宁德县）、上洋（属顺昌县）、周墩（属宁德县）、柘洋（属霞浦县）六个县辖区，拟设立特种区，给予更大的地方自主权和更多行政经费，但8月24日，国民政府批准的正式成为特种区的地区仅禾山、南日和三都，其余因未达资格而未能成为特种区。
1936年3月12日，福建省政府颁布《福建省各县区署组织规程》，新增上洋、周墩、柘洋、石码（属龙溪县）和峰市（属上杭县）五个特种区并呈报国民政府获得批准。此时，特种区作为县辖境的一部分，地方行政能力有所提升。

### 准县行政区
1937年，福建省政府颁布新规章，新规章仅规定特种区“辖境仍视为原县境内之一部”，但删去了县级政府对特种区的管理章程，特种区直属行政督察区，区内所任用的人员不再向县政府呈报，而是直接向省政府报备。新成立的特种区出现了不与原县各区联系的情况，在划界时也与原属的县份有所冲突。
1937年12月至1940年5月，海岛类别的特种区（禾山、三都、南日）先后裁撤，重新并入县（市）的管辖中；1940年底，凤顶特种区（山区类）因匪患已除而裁撤，水吉、三元特种区则升格为县。

### 预备县级行政区划
1939年9月，国民政府颁布《县各级组织纲要》，基层单位进行了相应的改制，福建省政府也拟撤销特种区，将其升格为县，但周墩、柘洋二特种区仍不满足设县条件，作为特种区被继续保留。
然而，国民政府及其行政院虽承认特种区作为临时的行政区划存在，仍以其“抵触中央法令”时常督促福建省政府尽快将其升格或裁撤。由于这两个区已经有相对完善的县级行政机关体制，省政府遂开始在两地筹备建县，1944年中华民国官方地图中仍承认福建省存在特种区，但此时两区的升格已成必然。1945年，周墩、柘洋正式获行政院批准设县，周墩改称周宁县、柘洋改称柘荣县。自此特种区历史宣告结束。

### 设县后的特种区
至特种区历史结束，福建共有4个特种区得以升格为县，仅仅四年后，中华民国就失去了对福建省大部分的治权，而接管福建省的中华人民共和国在建国初期保留了民国时期留下的行政区划。1956年，在福建省人民委员会的提请下，中华人民共和国国务院同意撤销水吉、周宁、柘荣三县，三元县则与明溪县合并为了三明县，成为三明专区的行署所在地。

## 特种区列表
下表列出1935年至1945年期间福建省先后建立的12个特种区概况。
| 名称       | 建前属于 | 建置时间   | 撤销时间   | 撤后属于 | 今属                                  | 等级 | 备注                                                                 |
| ---------- | -------- | ---------- | ---------- | -------- | ------------------------------------- | ---- | -------------------------------------------------------------------- |
| 禾山特种区 | 思明县   | 1935年4月  | 1937年12月 | 厦门市   | 厦门市湖里区禾山街道                  | 一等 | 析出后改隶同安县，其地域涵盖今厦门市的湖里区和思明区部分             |
| 三都特种区 | 宁德县   | 1935年4月  | 1939年3月  | 宁德县   | 宁德市蕉城区三都镇                    | 三等 |                                                                      |
| 南日特种区 | 福清县   | 1935年4月  | 1940年5月  | 莆田县   | 莆田市秀屿区南日镇                    | 三等 |                                                                      |
| 上洋特种区 | 顺昌县   | 1935年6月  | 1938年10月 | 顺昌县   | 南平市顺昌县洋口镇                    | 二等 |                                                                      |
| 周墩特种区 | 宁德县   | 1935年6月  | 1945年8月  | 周宁县   | 宁德市周宁县                          | 三等 | 1956年拟撤销，但未实施                                               |
| 柘洋特种区 | 霞浦县   | 1935年6月  | 1945年9月  | 柘荣县   | 宁德市柘荣县                          | 三等 | 1956年和1970年两次并入福安县，1961年和1975年两次复置                 |
| 石码特种区 | 龙溪县   | 1936年7月  | 1938年8月  | 龙溪县   | 漳州市龙海区石码街道                  | 二等 |                                                                      |
| 峰市特种区 | 上杭县   | 1936年11月 | 1940年3月  | 永定县   | 龙岩市永定区峰市镇                    | 三等 |                                                                      |
| 仁寿特种区 | 顺昌县   | 1938年10月 | 1940年3月  | 顺昌县   | 南平市顺昌县仁寿镇                    | 二等 |                                                                      |
| 水吉特种区 | 建瓯县   | 1938年10月 | 1940年10月 | 水吉县   | 南平市建阳区（大部）、 建瓯县、浦城县 | 二等 | 1956年撤销，大部分在今水吉镇                                         |
| 三元特种区 | 沙县     | 1939年1月  | 1940年10月 | 三元县   | 三明市三元区                          | 三等 |                                                                      |
| 凤顶特种区 | 仙游县   | 1940年2月  | 1940年10月 | 仙游县   | 莆田市仙游县西苑乡                    | 二等 | 包括小部分永泰、德化辖境，撤销后仙游县部分属凤山乡，2002年并入西苑乡 |